# Martin Trocha
Martin Trocha (ur. jako Marcin Trocha 24 grudnia 1957 w Bytomiu) – niemiecki piłkarz polskiego pochodzenia występujący na pozycji napastnika, reprezentant NRD.

## Życiorys

### Kariera klubowa
Urodził się w Bytomiu jako syn górnika. Rodzina Trochów mieszkała przy ulicy Manifestu Lipcowego. Podjął treningi w juniorskich drużynach Szombierek, gdzie występował jako bramkarz. W 1972 roku wraz z rodziną przeprowadził się do NRD, osiadłszy w Jenie. Po przyjeździe dokonano zmiany jego imienia na Martin. Rozpoczął treningi w Carl Zeiss Jena, gdzie przekwalifikowano go na napastnika. Jako junior wyróżniał się na tle rówieśników wyszkoleniem technicznym.
W 1975 roku Hans Meyer włączył go do pierwszej drużyny Carl Zeiss. W DDR-Oberlidze zadebiutował 7 lutego 1976 roku w wygranym 2:0 spotkaniu z BSG Wismut Aue. 13 marca zdobył swoją pierwszą bramkę w lidze, podczas zremisowanego 1:1 meczu z Lokomotive Lipsk. W sezonie 1977/1978 został graczem podstawowego składu swojego klubu. W 1980 roku zdobył wraz z klubem Puchar NRD.
W sezonie 1980/1981 jego klub dotarł do finału Pucharu Zdobywców Pucharów. Chociaż Trocha nie zagrał w finale (1:2 z Dinamo Tbilisi) z powodu kontuzji, to zdobył bramkę w wygranym 3:1 meczu z Valencia CF w 1/8 finału. W tym samym sezonie zdobył wicemistrzostwo NRD. W klubie z Jeny Trocha występował do 1984 roku. Po półroczu gry w BSG Wismut Gera został zawodnikiem Sachsenring Zwickau. W 1985 roku awansował z tym klubem do DDR-Oberligi, a rok później spadł do DDR-Ligi. W 1987 roku przeszedł do Hallescher Chemie, gdzie grał przez dwa lata. Ogółem w DDR-Oberlidze wystąpił w 175 meczach, w których zdobył 29 bramek. Sezon 1989/1990 spędził na grze w JENAer Glaswerk. Następnie przez dwa lata występował w VfR Pforzheim. W 1992 roku z powodu przewlekłej kontuzji kolana zakończył karierę piłkarską i podjął pracę w zakładzie z branży metalowej, produkującym części.

### Kariera reprezentacyjna
Wielokrotnie występował w młodzieżowych reprezentacjach NRD. 7 maja 1980 roku zadebiutował w seniorskiej reprezentacji w zremisowanym 2:2 towarzyskim meczu z ZSRR. 19 listopada tegoż roku zdobył jedyną bramkę w reprezentacji, w wygranym 2:0 towarzyskim spotkaniu z Węgrami. 10 października 1981 roku wystąpił w meczu przeciwko Polsce w ramach eliminacji do Mistrzostw Świata, co określił jako „największe przeżycie” w jego karierze. Ogółem w reprezentacji NRD rozegrał osiem meczów, zdobywając jednego gola. Po tym, jak NRD nie zakwalifikowało się na Mistrzostwa Świata 1982, nastąpiła przebudowa drużyny, w wyniku czego Trocha już nigdy nie reprezentował NRD.
Jak sam twierdził, ze względu na zerwanie kontaktów z Polską po wyjeździe do NRD nie było możliwości, aby reprezentować kraj pochodzenia.

## Życie prywatne
Ma dwóch starszych braci i młodszą siostrę. W 1978 roku ożenił się z Joanną. Małżeństwo Trochów mieszka w Eisingen i ma dwoje dzieci: córkę Angelikę i syna Tomę. Toma (ur. 1979) grał jako bramkarz w 1. FC Pforzheim, a od 2016 roku szkoli bramkarzy w młodzieżowych reprezentacjach Niemiec.

## Statystyki ligowe
| Sezon         | Klub                    | Liga         | Mecze | Gole |
| ------------- | ----------------------- | ------------ | ----- | ---- |
| 1975/1976     | FC Carl Zeiss Jena      | DDR-Oberliga | 5     | 1    |
| 1976/1977     | FC Carl Zeiss Jena      | DDR-Oberliga | 2     | 0    |
| 1977/1978     | FC Carl Zeiss Jena      | DDR-Oberliga | 19    | 3    |
| 1978/1979     | FC Carl Zeiss Jena      | DDR-Oberliga | 16    | 2    |
| 1979/1980     | FC Carl Zeiss Jena      | DDR-Oberliga | 22    | 3    |
| 1980/1981     | FC Carl Zeiss Jena      | DDR-Oberliga | 13    | 2    |
| 1981/1982     | FC Carl Zeiss Jena      | DDR-Oberliga | 20    | 5    |
| 1982/1983     | FC Carl Zeiss Jena      | DDR-Oberliga | 16    | 1    |
| 1983/1984     | FC Carl Zeiss Jena      | DDR-Oberliga | 16    | 3    |
| 1984/1985 (j) | BSG Wismut Gera         | DDR-Liga     | 9     | 2    |
| 1984/1985 (w) | BSG Sachsenring Zwickau | DDR-Liga     | 14    | 3    |
| 1985/1986     | BSG Sachsenring Zwickau | DDR-Oberliga | 12    | 3    |
| 1986/1987     | BSG Sachsenring Zwickau | DDR-Liga     | 26    | 4    |
| 1987/1988     | Hallescher FC Chemie    | DDR-Oberliga | 19    | 3    |
| 1988/1989     | Hallescher FC Chemie    | DDR-Oberliga | 15    | 0    |